# 旦開村
旦開村（あさげむら）は、長野県下伊那郡にあった村。現在の阿南町大字新野にあたる。

## 歴史
- 1875年（明治8年）1月12日 - 筑摩県伊那郡和合村・帯川村・日吉村・売木村・新野村が合併して旦開村となる。
- 1876年（明治9年）8月21日 - 長野県の所属となる。
- 1879年（明治12年）1月4日 - 郡区町村編制法の施行により下伊那郡の所属となる。
- 1881年（明治14年）9月2日 - 一部が分立して和合村・売木村となる（ともに豊村を経て和合村・売木村となる）。
- 1889年（明治22年）4月1日 - 町村制の施行により、旦開村が単独で自治体を形成。
- 1953年（昭和28年）1月2日 - 和合村との村境で南信交通（出典ママ）のバスが帯川に転落。死者4人、重軽傷者24人[1]。
- 1957年（昭和32年）7月1日 - 大下条村・和合村と合併して阿南町が発足。同日旦開村廃止。

## 交通

### 道路
- 国道151号
- 国道418号